# أبو صندوق أخطم
أبو صندوق أخطم أو نجم أخطم (الاسم العلمي Ostracion nasus) نوع من فصيلة أبي صندوق. سمكة بحرية بيوض، أعطانها معظم أقاليم البحر الأبيض المتوسط وبعض مناطق المحيط الأطلسي، وكذلك في المحيط الهندي. تعتبر من أسماك الأغواط. قوتها النباتات البحرية، جسمها بيضي، يطول من 30 إلى 40 سم. وهو مضلع الزوايا، ناقي الحسك، عظمي السهف الذي يمنطق الجسم بدرع جامد صلب تخر منه الزعانف والقليل من الذنب. وتعلوه أطناف ونتوءات متباينة الاشكال تمتد من الرأس إلى أطراف الظهر، ثوبها إلى الخضار البحري الباهت تعلوه ماجة ربداء وخطوط شديد السمرة القاتمة. بطنها إلى الربدة الغبراء. اطنافها وزعانفها إلى الربدة السمراء، لحمها رديء الصنف، لا يؤكل.